# Казаволпи (Ливорно)
Казаволпи је насеље у Италији у округу Ливорно, региону Тоскана.
Према процени из 2011. у насељу је живело 30 становника. Насеље се налази на надморској висини од 11 м.